# Thẩm định giá
Trong lĩnh vực tài chính, Thẩm định giá là quá trình ước tính giá trị của một tài sản nhất định, bao gồm cả hữu hình (bất động sản, máy móc thiết bị, doanh nghiệp,...) và vô hình (bằng sáng chế, thương hiệu, dữ liệu,...), tại một thời điểm (giá trị hiện tại), địa điểm nhất định và phục vụ cho một mục đích sử dụng nhất định.
Tùy thuộc vào loại tài sản và đặc thù riêng của nó, quá trình thẩm đinh giá tài sản đó có thể sẽ đơn giản hoặc rất phức tạp, độ chính xác cũng tùy thuộc vào nhiều yếu tố liên quan tới thị trường và tài sản. Ngoài ra, tùy vào mục đích sử dụng khác nhau mà kết quả thẩm định giá của tài sản đó cũng có thể khác nhau.
Để một nhà đầu tư ra quyết định hợp lý, họ luôn sẽ phải quan tâm tới giá trị thực của tài sản đó là bao nhiêu, cũng như những yếu tố cấu thành nên giá trị đó, kể cả khi nhà đầu tư đã có một ước lượng hợp lý cho tài sản đó, việc phân tích quá trình thẩm định giá vẫn có thể đem lại giá trị cho họ. Nhu cầu này sinh ra ngành thẩm định giá, người làm trong ngành này được gọi là Thẩm định viên và phải tuân thủ theo nhiều tiêu chuẩn khắt khe của từng thị trường mà họ hoạt động.

## Bộ tiêu chuẩn thẩm định giá quốc tế IVS
Việc hình thành các tiêu chuẩn thẩm định giá quốc tế, thẩm định giá khu vực và sử dụng nó một cách đồng nhất là điều rất cần thiết. Vì thế vào năm 1981, Uỷ ban các Tiêu chuẩn Thẩm Định Giá tài sản quốc tế (TIAVSC) được thành lập dưới sự thảo luận và thống nhất giữa các thành viên của Uỷ ban Kỹ thuật Viện Thẩm định giá Hoàng gia Anh và văn phòng đại diện của Hiệp hội Tổ chức Định giá Hoa Kỳ. Năm 1994, TIAVSC đổi tên thành Uỷ ban các Tiêu chuẩn Thẩm định giá quốc tế (IVSC) - International Valuation Standards Council. Trụ sở đặt tại London, Anh.
Tiêu chuẩn Thẩm định giá (IVS) là các tiêu chuẩn được công nhận nhằm thúc đẩy tính minh bạch và nhất quán trong thực hành định giá. Đây là hệ thống tiêu chuẩn quốc tế chung, là nền tảng căn bản để xây dựng và điều chỉnh những tiêu chuẩn Thẩm định giá các nước thành viên.

## Cơ sở giá trị
Đối với mỗi quá trình thẩm định, thẩm định viên phải chọn một cở sở giá trị nhất định cho quá trình thẩm định đó. Cở sở giá trị có nguồn gốc từ kinh tế học như giá trị thị trường, giá trị hợp lý và giá trị nội tại. Nhưng cách chúng được sử dụng trong thẩm định giá không tương đồng với trong các lĩnh vực khác và thường không thể thay thế cho nhau.

#### Cơ sở giá trị thị trường
Ước tính giá trị của một tài sản được giao dịch giữa 2 phía mua và bán vào thời điểm thẩm định giá, giao dịch này phải xảy ra nhanh chóng, 2 phía phải đồng ý và hiểu rõ về giao dịch.

#### Cơ sở giá trị cho thuê thị trường
Ước tính giá trị của một bất động sản được cho thuê giữa 2 phía thuê và cho thuê vào thời điểm thẩm định giá, giao dịch này phải xảy ra nhanh chóng, 2 phía phải đồng ý và hiểu rõ về giao dịch.

#### Cơ sở giá trị công bằng
Ước tính giá trị của một tài sản được giao dịch giữa 2 phía mua và bán, biểu hiện được mục đích và chủ ý của cả 2 bên nhất định.

#### Cơ sở giá trị đầu tư
Ước tính giá trị của một khoản đầu tư cho người sở hữu hoặc người sở hữu trong tương lai.

#### Cơ sở giá trị hợp lực
Một ước tính giá trị của 2 tài sản khi giá trị của 2 tài sản này khi đi kèm với nhau cao hơn tổng 2 giá trị đơn lẻ của chúng.

#### Cơ sở giá trị thanh khoản
Ước tính giá trị của một tài sản khi nó được bán dần và qua thời gian.

## Cách tiếp cận
Trong thực tế, mặc dù có rất nhiều phương pháp và mô hình để phân tích, thẩm định giá nhiều loại tài sản khác nhau, chúng có thể được nhóm lại vào 3 nhóm các phương pháp chính, hay được gọi là 3 cách tiếp cận. Tùy vào loại hình, đặc thù và mục đích thẩm định của mỗi tài sản, Thẩm định viên phải chọn phương pháp thích hợp nhất.

### Cách tiếp cận từ thị trường (market approach, market-based approach, sales approach):
Các phương pháp trong cách tiếp cận từ thị trường cho ra ước lượng giá trị hiện tại của một tài sản bằng cách sử dụng thông tin thực nghiệm có sẵn từ thị trường (thông tin về giá rao bán, giao dịch thành công, lịch sử mua bán,...) và so sánh tài sản cần thẩm định với một hoặc nhiều tài sản so sánh khác.
Cách tiếp cận từ thị trường thường được sử dụng cho những tài sản có thị trường giao dịch sống động, có thông tin mới và xác minh được.

### Cách tiếp cận từ chi phí (cost approach, cost-based approach):
Các phương pháp trong cách tiếp cận từ chi phí cho rằng đối với một tài sản nhất định, người mua sẽ không bao giờ trả một mức giá cao hơn chi phí để có được một tài sản đem lại hữu dụng tương đương bằng cách mua hoặc tạo ra nó trừ khi có yếu tố rủi ro không kiểm soát được.
Giá trị của tài sản cần thẩm định sẽ được ước lượng bằng chi phí tái tạo hoặc chi phí thay thế. Trong đó chi phí tái tạo là chi phí để tạo ra một tài sản giống hệt và chi phí thay thế là chi phí tạo ra một tài sản có chức năng tương tự nhưng được xây dựng bằng kỹ thuật khác.

### Cách tiếp cận từ thu nhập (income approach, income-based approach):
Những phương pháp thuộc cách tiếp cận này đều có căn bản dựa trên quá trình chiết khấu dòng tiền trong tương lai về một con số chỉ thị cho giá trị hiện tại của nó.
Thường được sử dụng cho trường hợp mà yếu tố thiết yếu tạo nên giá trị của tài sản là khả năng tạo ra thu nhập của nó, hay có thể ước lường được dòng tiền thu nhập tương lai nhưng không có các tài sản tương tự trên thị trường để so sánh.

## Thẩm định giá bất động sản
Thẩm định giá bất động sản là quá trình xác định giá trị của bất động sản. Khác với một số loại tài sản tài chính như cổ phiếu, trái phiếu, giá trị của bất động sản có thể bị thay đổi nếu một số yếu tố như vị trí, diện tích, tình trạng tài sản khác nhau.
Thẩm định giá bất động sản là hoạt động cần thiết cho quá trình thúc đẩy phát triển kinh tế bởi vì nó giúp xác định đúng giá trị của các loại tài sản như: nhà ở, căn hộ, công trình xây dựng, dự án đầu tư xây dựng... Trong bối cảnh thị trường bất động sản ngày nay đang trải qua sự thao túng, cạnh tranh không lành mạnh, làm cho giá tăng rất nhiều lần so với giá trị thực. Vì vậy, thẩm định giá bất động sản góp phần cung cấp thêm nhiều thông tin minh bạch, khách quan về giá trị của các loại tài sản cho các bên liên quan. Từ đó giúp nhà đầu tư, các doanh nghiệp, các khách hàng đưa ra quyết định đúng đắn hơn, giảm thiểu rủi ro và làm lành mạnh hóa thị trường bất động sản cũng như nền kinh tế phụ thuộc.

## Thẩm định giá doanh nghiệp
Thẩm định giá doanh nghiệp là quá trình xác định giá trị kinh tế của doanh nghiệp, giúp chủ sở hữu ước tính khách quan về giá trị của doanh nghiệp họ. Thông thường, việc thẩm định giá doanh nghiệp xảy ra khi chủ sở hữu muốn bán toàn bộ hoặc một phần doanh nghiệp của họ hoặc hợp nhất với một doanh nghiệp khác. Một số lý do khác cho hoạt động này là chủ sở hữu cần vay nợ hay bổ sung thêm vốn chủ sở hữu để mở rộng hoạt động kinh doanh của mình, hay là cần phân tích thuế kỹ lưỡng hơn hoặc có kế hoạch thêm cổ đông. Trong trường hợp cuối cùng này, giá trị của cổ phiếu cũng cần được xác định. Quá trình định giá cho chủ sở hữu biết giá trị hiện tại của doanh nghiệp của họ bằng cách phân tích tất cả các khía cạnh của doanh nghiệp, bao gồm hoạt động quản trị của doanh nghiệp, cấu trúc vốn, thu nhập trong tương lai và giá trị thị trường của tài sản.

## Thẩm định giá tài sản vô hình
Trong doanh nghiệp hay bất cứ một hoạt động kinh doanh nào, tài sản vô hình luôn là một phần đem lại giá trị không nhỏ. Tài sản vô hình bao gồm quyền sở hữu trí tuệ như quyền thương mại, bản quyền, nhãn hiệu, bằng sáng chế, thương hiệu. Ngoài ra đội ngũ quản lý, lao động có chất lượng và kỹ năng chuyên môn cũng có thể được cho là tài sản hữu hình của một doanh nghiệp.
Tài sản vô hình không có hình thái vật chất nhưng có khả năng tạo ra thu nhập, giá trị và có thể định lượng, chứng minh được.
Thẩm định giá tài sản vô hình được sử dụng cho nhiều mục đích như chuyển giao công nghệ, M&A, tài trợ tài chính, thế chấp vay ngân hàng, bảo đảm tài sản vô hình, ra quyết định R&D, quản lý danh mục, tính toán thiệt hại, thực thi các quyền sở hữu trí tuệ, nghĩa vụ thuế, báo cáo tài chính, kế toán.

## Một số vấn đề về mặt nguyên lý

### Thẩm định giá không cho ra giá trị đúng tuyệt đối
Cho dù mô hình, phương pháp phân tích giá trị được sử dụng trong thẩm định giá có thể mang tính thực nghiệm và định lượng, đánh giá của Thẩm định viên về mỗi tài sản không thể hoàn toàn là khách quan. Đánh giá chủ quan và thiên vị là hai yếu tố mà không phương pháp nào có thể loại bỏ hoàn toàn, vì vậy giá trị thẩm định chỉ là ước lượng, không thể là tuyệt đối.

### Kết quả thẩm định chỉ có hiệu lực tại thời điểm thẩm định giá
Thông tin được sử dụng trong thẩm định giá tới từ thị trường và luôn luôn có thể thay đổi trong tương lai, thông tin đầu vào thay đổi sẽ dẫn tới kết quả thay đổi. Vì vậy kết quả thẩm định giá của mỗi tài sản nhất định chỉ có hiệu lực tại thời điểm thẩm định tương ứng, và trong nhiều trường hợp cũng chỉ có thể hợp lý tại địa điểm thẩm định nhất định.

### Thẩm định giá là quá trình ước lượng giá trị, không phải là ước lượng giá
Quan điểm cho rằng giá trị của một tài sản là giá mà người mua chịu bỏ ra để mua nó không được chấp nhận trong thẩm định giá, giá trị và giá là hai khái niệm riêng biệt. Giá trị của một tài sản không thể đơn thuần tăng bởi vì một người khác chịu mua nó với một giá cao hơn, vì trong quá trình giao dịch có nhiều yếu tố khác mà giá trị của tài sản không hề ảnh hưởng tới.